# Grdelica (selo)
Grdelica (selo) (em cirílico: Грделица (село)) é uma vila da Sérvia localizada no município de Leskovac, pertencente ao distrito de Jablanica, na região de Jablanica. A sua população era de 1056 habitantes segundo o censo de 2002.

## Demografia
| 1948  | 1953 | 1961  | 1971  | 1981  | 1991  | 2002  | 2011  |
| ----- | ---- | ----- | ----- | ----- | ----- | ----- | ----- |
| 1 000 | 978  | 1 137 | 1 255 | 1 305 | 1 228 | 1 172 | 1 056 |